# Dirk Harms

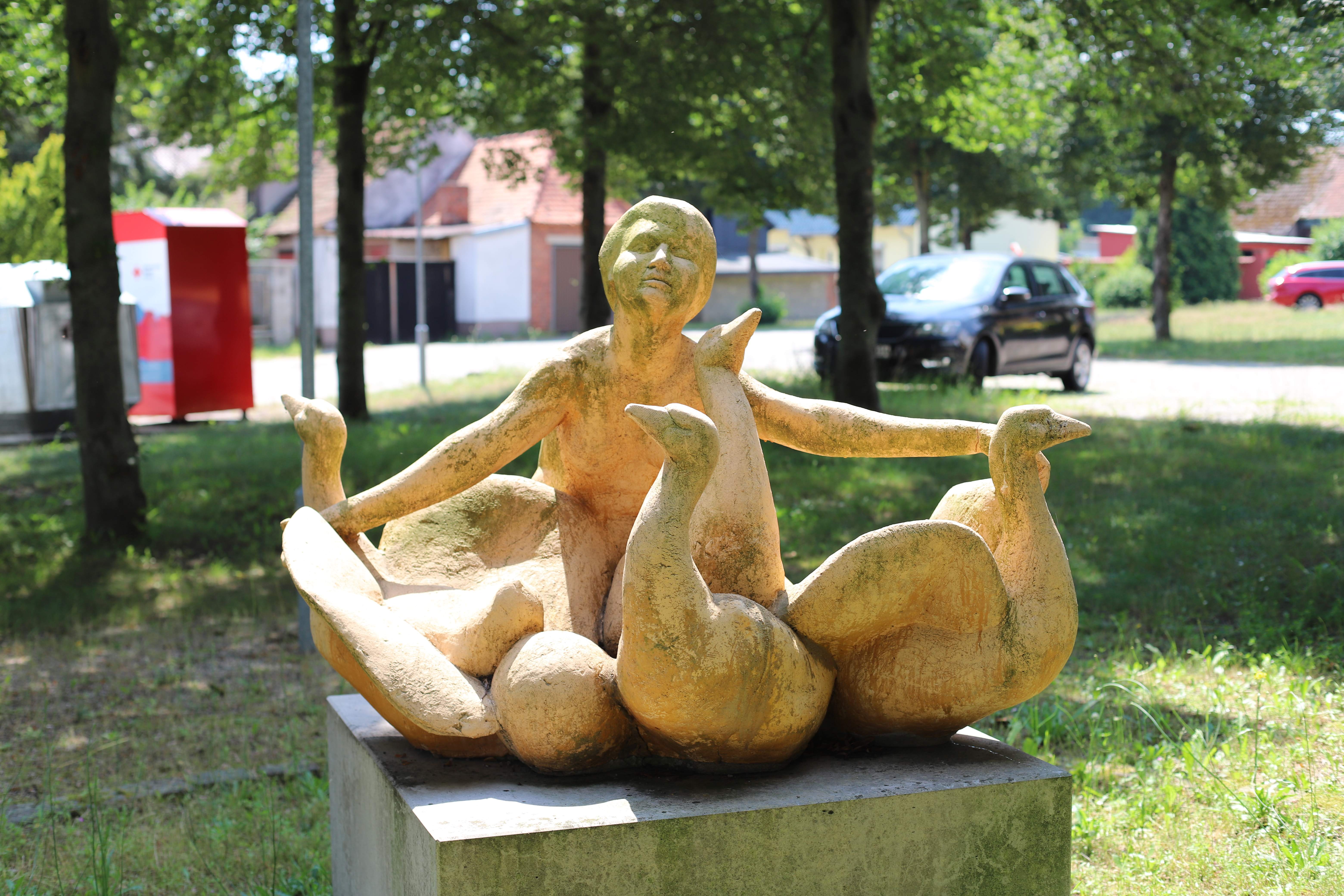
Frau mit Glück, aus Ton – gebrochen, gebrannt, gefügt – immer fliehend da. Dirk Harms 1996, Dorfstraße, Ortsteil Grabow, Möckern

Dirk Harms (* 1963 in Pretoria) ist ein südafrikanisch-deutscher Bildhauer und Arzt.

## Leben und Wirken
Dirk Harms wurde in Pretoria in Südafrika geboren. Er wuchs nach eigenen Aussagen privilegiert in der südafrikanisch-deutschen Familie seiner Mutter auf. Die Familie lebte mit und von Kunst. Er begann mit der Bildhauerei auf der Oberschule. Erste eigene Ausstellungen folgten ab 1982 in Bloemfontein, Kapstadt und Windhoek (Namibia).
Dirk Harms studierte Humanmedizin an der Universität des Oranje-Freistaates in Bloemfontein. Nach Abschluss des Studiums ging er nach Europa und lebte zunächst von 1989 bis 1990 von der Kunst. Er arbeitete am Bodensee, in Salzburg und Stuttgart und hatte eine Ausstellung in Soest. In den folgenden Jahren pendelte er zwischen Südafrika und Deutschland, bevor er 1993 endgültig nach Deutschland übersiedelte. In Berlin legte er seine deutsche ärztliche Approbation ab. Ab 1994 führte er als Hausarzt in Brandenburg an der Havel eine Praxis. 2008 wurde Harms ärztlicher Leiter der Spezialisierten ambulanten Palliativversorgung (SAPV) in Brandenburg an der Havel. Seine Praxiszulassung gab er 2014 ab. Parallel zur ärztlichen Tätigkeit arbeitet Dirk Harms weiter künstlerisch.

## Werke und Ausstellungen
- 1989: Arbeit und Ausstellungen in Kapstadt, Windhoek
- 1989 bis 1990: Arbeit in Stuttgart und am Bodensee, Ausstellung in Soest
- 1991: Arbeit an großem Skulpturenauftrag in Kapstadt
- 1994: Skulpturenarbeit, Ausstellung in Berlin
- 1997: Skulptur Frau mit Glück, aus Ton – gebrochen, gebrannt, gefügt – immer fliehend da, Keramik, Dorfstraße, Grabow, Möckern, Sachsen-Anhalt, geschaffen 1996
- 1999: BAU ART Frankfurt (Oder)
- 2000 bis 2008: OFF ART Brandenburg an der Havel[2]
- 2012: Denkmal Theodor Fontane im Schlosspark Plaue[3], Bronze, 2011 bis 2012 geschaffen[4], Guss Klaus Cenkier
- 2015: zehn Plastiken und Reliefs im Schlosspark Nennhausen, gebrannter Ton[5]